# Escala pitagòrica
L'escala pitagòrica va ser construïda pels pitagòrics quan van descobrir la consonància i la relació matemàtica senzilla entre la quinta i l'octava. L'escala pitagòrica de set notes té les freqüències següents:
Si es fa la freqüència del so de Do igual a 1, s'obté:
| Do  | 1             | C |
| Re  | 9/8=1,125     | D |
| Mi  | 81/64=1,266   | E |
| Fa  | 4/3=1,333     | F |
| Sol | 3/2=1,5       | G |
| La  | 27/16=1,6875  | A |
| Si  | 243/128=1,898 | B |
| Do  | 2             | C |

Les notes de l'escala pitagòrica tenen freqüències de la forma: {\displaystyle {\frac {({\frac {3}{2}})^{n}}{2^{m}}}},
on n i m són nombres enters.
L'escala pitagòrica té alguns problemes. Per començar alguns intervals no són consonants. Per exemple entre el Do i el Mi no hi ha una tercera major: (5/4). En segon lloc no hi ha cap parell de nombres enters n, i m, pels que: {\displaystyle {\frac {3^{n}}{2^{n}}}=2^{m}}, per la qual cosa un Do no té mai el doble exacte de la freqüència del do anterior. A vegades les notes són molt properes al múltiples simples de les notes més baixes. Per exemple, cada 12 notes, un Si# {\displaystyle ({\frac {3}{2}})^{12}=129,75}, és molt semblant a {\displaystyle 2^{7}=128}, per la qual cosa entre el Si# i el Do només hi ha una coma pitagòrica, és a dir: 
{\displaystyle {\frac {({\frac {3}{2}})^{12}}{2^{7}}}={\frac {3^{12}}{2^{19}}}=1,0136}
Els problemes de l'escala pitagòrica, de l'escala justa, i d'altres creades en el segle xvii i el XVIII no són greus si s'utilitzen per a executar les obres de cada època amb els temperaments propis de l'època. Quan la musica s'anirà fent més complexa, a nivell harmònic i tonal, aquests sistemes ja no podran satisfer les exigències d'afinació i a poc a poc s'anirà imposant el temperament igual, també conegut com l'escala temperada.